# Саліха Наджіє Ханим-ефенді
Саліха Наджіє Ханим-ефенді (тур. Saliha Naciye Hanım Efendi; 1882/1887 (?), Бартин — 4 грудня 1923/4 лютого 1924, Стамбул) — п'ята і остання дружина (ікбал) османського султана Абдул-Хаміда II і мати двох його дітей. Діти Саліхи Наджі стали останніми султанськими дітьми, на честь народження яких проводилися офіційні святкування по всій імперії.

## Біографія

### Походження
Згідно з книгою турецького мемуариста Харуна Ачби «Дружини султанів: 1839—1924», Саліха Наджі народилася в 1882 році в бартинському селі Юкари Інсанія. Турецький історик Недждет Сакаоглу вказує можливим місцем народження дівчини Адапазари, а роком — 1887; він також зазначає, що в архівах зустрічається варіант імені Атіке Наджі. Ачба її батьками називає Арслана Анкуапа та його дружину Джанхиз-ханим. Батько дівчинки належав до групи абхазів-землеробів, які проживали в Османській імперії. Сакаоглу, посилаючись на Йилмаза Озтуна, пише, що вся родина Саліхи Наджі жила в Бартині, а батько її, ймовірно, помер там же в 1920 році. При народженні Саліха Наджі була названа Зеліхою, а своє подвійне ім'я вона отримала вже у султанському палаці. Крім Зеліхи в сім'ї була щонайменше ще одна дочка — Асіє-ханим.

### Султанова дружина
Ачба пише, що до палацу Саліху Наджі привів один із земляків її сім'ї, який служив там. За чутками, Черкес Кабасакал Мехмед-паша, один із шпигунів султана Абдул-Хаміда II, зупинився в Бартині, коли шукав в Анатолії дівчат для палацової служби. Почувши про прибуття Кабасакала Саліха Наджі разом із сестрою Асіє-ханим вирушила назустріч до нього, щоб просити забрати їх до палацу. Мехмед-паша виконав прохання дівчини. Сакаоглу, посилаючись на турецького драматурга Нахід Сирри Оріка, наводить трохи іншу версію попадання дівчини до палацу: «Кабасакал Мехмед-паша (чоловік Наїле-султан і Есми-султан) був з черкеського роду, що оселився в районі Адапазари під час геноциду черкесів. Для збору невільниць до палацу він відвідав своє рідне село і наполегливо хотів відвезти Наджі до палацу Йилдиз. Її батько був заможним і стверджував, що своїх дочок не продає. Однак у результаті він змушений був погодитись. Після отримання палацового виховання вона була представлена Падишаху».
Три роки Саліха Наджі навчалася і служила в султанському палаці, а потім 4 листопада 1904 стала дружиною султана Абдул-Хаміда. Сакаоглу ж вважає, що 4 листопада 1904 року це дата, коли Саліха Наджіє потрапила до палацу Йилдиз як гезде (фаворитки) султана, якому на той момент було вже 62 роки. Ачба зазначає, що Саліха Наджі стала останньою наложницею Абдул-Хаміда, яка отримала титул дружини (кадин/ікбал). Через рік Саліха Наджі народила сина Мехмеда Абіда-ефенді, а в 1908 — дочку Самі-султан, яка померлу у віці одного року. Діти Саліхи Наджіє стали останніми дітьми Абдул-Хаміда II та останніми султанськими дітьми, на честь яких проводилися офіційні святкування народження «веладет» у столиці та провінціях, що забезпечило жінці особливе місце в історії. Після народження Самі Саліха Наджіє отримала від чоловіка титул п'ятої ікбал, який рідко зустрічався в палацовому протоколі. Сакаоглу і турецький історик Чагатай Улучай підтверджують цю версію: вони пишуть, що Саліха Наджі народила обох дітей у статусі шостої ікбал, а вже пізніше отримала підвищення у зв'язку з тим, що були підвищені інші ікбал.
Сакаоглу зазначає, що не можна сказати, що 4 роки, які Саліха Наджі провела у палаці Йилдиз у статусі ікбал, були для неї щасливими. Крім інших чинників, багато питань викликала різниця у віці, що становила 45 років. Крім того, на момент шлюбу літній Падишах мав десять дружин, більшість з яких були досить молодими, але він узяв ще одну. Проте, Улучай пише, що оскільки Саліха Наджі була наймолодшою дружиною, Абдул-Хамід II приділяв їй особливу увагу; зв'язок султана з п'ятою ікбал зміцнилася з народженням дітей; крім того, Улучай пише, що Саліха Наджі теж дуже любила і поважала Абдул-Хаміда.
Ачба зазначає, що ті, хто бачив і знав Саліху Наджіє Ханим-ефенді, говорили, що вона була дуже тихою та благочестивою. Також з чуток, інші дружини султана в порівнянні з нею не були гарні, а сама вона зачарувала Абдул-Хаміда своєю скромністю. Про її чесність та добросердечність ходили легенди. Коли у 1909 році Абдул-Хамід був повалений, Саліха Наджі разом з чоловіком вирушила у вигнання до Салонік. Сакаоглу зазначає, що від'їзд до Салонік співпав для Наджіє з періодом великої скорботи: двома місяцями раніше померла єдина дочка Саліхи Наджіє Саміє-султан. Крім того, під час від'їзду було втрачено сумку з коштовностями Саліхи Наджіє, яку пізніше передали старшому синові Абдул-Хаміда шехзаде Мехмету Селіму-ефенді, який, у свою чергу, довгий час відмовлявся повернути сумку та її вміст її власниці. Будучи дуже відданою, вона ніколи не погоджувалась залишити чоловіка. Улучай зазначає, що Саліха Наджі вважалася другою за вірністю чоловікові після Мюшфіки Кадин-ефенді дружиною султана. Аж до 1912 року вона жила під арештом із чоловіком в особняку Аллатіні, а після 1912 року — у палаці Бейлербейї у Стамбулі.

### Вдовство
Після смерті Абдул-Хаміда в 1918 році разом з сином вона пішла в свій особняк в Еренке і до самої своєї смерті отримувала платню, розміром 5 тисяч курушів від держави.
Сакаоглу зазначає, що журналіст Зія Шакір у своїй книзі «Останні дні Абдулхаміда» пише, що Наджі завжди попереджала сина Абіда-ефенді не будувати планів на престол, що бути сином Падишаха — не означає абсолютно нічого і йому доведеться працювати, щоб вибитися в люди.
Ачба пише, що Саліха Наджі була глибоко нещасна після смерті чоловіка і, як казали, вона померла від горя у своєму особняку 4 грудня 1923 року. Однак Сакаоглу і Улучай вважали, що Саліха Наджіє померла 4 лютого 1924 — за місяць до видання указу про висилку династії Османів з країни. Тіло п'ятої ікбал Абдул-Хаміда II було поховано у прибудові до мавзолею Махмуда II.